# Stejărenii
Stejărenii – wieś w Rumunii, w okręgu Marusza, w gminie Daneș. W 2011 roku liczyła 204 mieszkańców.